# Équipe du Canada masculine de basket-ball
Cet article traite de l'équipe masculine. Pour l'équipe féminine, voir Équipe du Canada féminine de basket-ball.
Maillots
L'équipe du Canada masculine de basket-ball est la sélection des meilleurs joueurs canadiens de basket-ball. Elle est placée sous l'égide de la fédération canadienne de basket-ball (Canada Basketball). Les athlètes de cette équipe sont sélectionnés par Canada Basketball.
L'équipe du Canada n'a jamais remporté de compétition internationale. Sa meilleure performance est la médaille d'argent acquise aux Jeux olympiques de 1936 à Berlin (défaite 19 à 8 en finale contre les États-Unis). Le Canada a aussi terminé deux fois quatrième au cours de l'histoire des compétitions internationales (Jeux olympiques de 1976 et de 1984).

## Historique
En septembre 2009, le Canada a terminé 4e au Championnat de la Zone des Amériques. Ceci lui a garanti une place au Championnat du Monde FIBA 2010 tenu en Turquie. Le Canada a  malheureusement terminé dernier (6e) du Groupe D, soit au 22e rang du Championnat du Monde.
Le 9 mai 2012, Steve Nash est nommé manager général de la sélection nationale du Canada.
L'équipe canadienne est actuellement classée 26e par la FIBA. L’équipe n’a pas réussi à se qualifier pour les Jeux de Londres de 2012. Sa dernière participation au tournoi olympique remonte aux Jeux de Sydney, en 2000, où l'équipe a obtenu la septième place.

### Parcours aux Jeux olympiques
- 1936 :
- 1948 : 9e
- 1952 : 9e
- 1956 : 9e
- 1960 : -
- 1964 : 14e
- 1968 : -
- 1972 : -
- 1976 : 4e
- 1980 : -
- 1984 : 4e
- 1988 : 6e
- 1992 : -
- 1996 : -
- 2000 : 7e
- 2004 : -
- 2008 : -
- 2012 : -
- 2016 : -
- 2020 : -
- 2024 : 5e

### Parcours aux Championnats du monde
- 1950 : -
- 1954 : 7e
- 1959 : 11e
- 1963 : -
- 1967 : 10e
- 1970 : -
- 1974 : 8e
- 1978 : 6e
- 1982 : 6e
- 1986 : 8e
- 1990 : 12e
- 1994 : 7e
- 1998 : 12e
- 2002 : 13e
- 2006 : -
- 2010 : 22e
- 2014 : -
- 2019 : 21e
- 2023 :

### Parcours aux Championnats des amériques
- 1980 :
- 1984 :
- 1988 :
- 1989 : 5e
- 1992 : 6e
- 1993 : 7e
- 1995 : 4e
- 1997 : 5e
- 1999 :
- 2001 :
- 2003 : 4e
- 2005 : 10e
- 2007 : 5e
- 2009 : 4e
- 2011 : 6e
- 2013 : 6e
- 2015 :
- 2017 : 8e

### Parcours aux Jeux panaméricains
- 1951 : -
- 1955 : -
- 1959 : 5e
- 1963 : 6e
- 1967 : 9e
- 1971 : 8e
- 1975 : 6e
- 1979 : 5e
- 1983 : 4e
- 1987 : 5e
- 1991 : 10e
- 1995 : -
- 1999 : 5e
- 2003 : 7e
- 2007 : 7e
- 2011 : 10e
- 2015 :
- 2019 : -

## Effectif actuel
Effectif lors de la Coupe du monde de la FIBA 2023.
| Numéro | Joueur                   | Poste | Naissance        | Taille | Club                      |
| ------ | ------------------------ | ----- | ---------------- | ------ | ------------------------- |
| 0      | Luguentz Dort            | 2/3   | 19 avril 1999    | 1,91 m | Thunder d'Oklahoma City   |
| 1      | Nickeil Alexander-Walker | 2     | 2 septembre 1998 | 1,96 m | Timberwolves du Minnesota |
| 2      | Shai Gilgeous-Alexander  | 1/2   | 12 juillet 1998  | 1,96 m | Thunder d'Oklahoma City   |
| 3      | Melvin Ejim              | 3     | 4 mars 1991      | 2,01 m | CB Málaga                 |
| 7      | Dwight Powell            | 5     | 20 juillet 1991  | 2,08 m | Mavericks de Dallas       |
| 9      | R. J. Barrett            | 2/3   | 14 juin 2000     | 1,98 m | Knicks de New York        |
| 11     | Kyle Alexander           | 4     | 21 octobre 1996  | 2,08 m | Hapoël Tel-Aviv           |
| 13     | Kelly Olynyk             | 4/5   | 19 avril 1991    | 2,11 m | Jazz de l'Utah            |
| 15     | Zach Edey                | 5     | 14 mai 2002      | 2,24 m | Boilermakers de Purdue    |
| 21     | Philip Scrubb (en)       | 1/2   | 27 novembre 1992 | 1,94 m | River Lions de Niagara    |
| 24     | Dillon Brooks            | 2/3   | 22 janvier 1996  | 1,96 m | Rockets de Houston        |
| 25     | Trae Bell-Haynes         | 1     | 5 septembre 1995 | 1,88 m | Basket Saragosse 2002     |

## Joueurs marquants dans l'histoire de la sélection

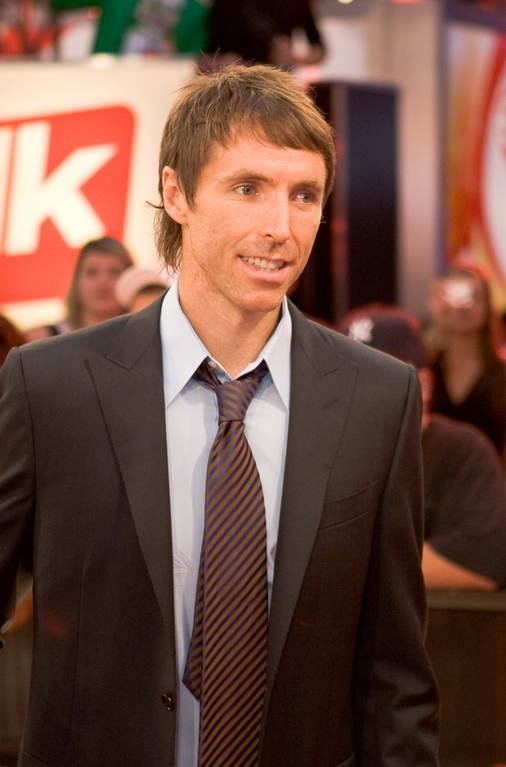
Steve Nash en 2008 lors du Toronto International Film Festival

- Joel Anthony
- Rowan Barrett
- Samuel Dalembert
- Rick Fox
- Gordon Herbert
- Barry Howson[6]
- Fred Ingaldson[7]
- Gerald Kazanowski[8]
- Todd MacCulloch
- Michael Meeks
- John McKibbon[9]
- Steve Nash
- Eli Pasquale
- Leo Rautins[10]
- Carl Ridd[11]
- Mike Smrek
- Jay Triano
- Bill Wennington